# 後村堰
後村堰，是臺灣一座已廢棄的攔河堰，原址位於新北市樹林區及鶯歌區（時為臺北縣樹林鎮和鶯歌鎮）交界，座落於大漢溪中游，鳶山堰下游約6公里，也就是樹林垃圾焚化廠前方、柑園大橋上游約1.5公里處。興建於1978年，原本由台灣自來水公司第12區管理處管理，主要功能為攔蓄其上游石門水庫及鳶山堰之放流水，提供後村圳新海灌區灌溉用水，包括樹林三多、坡內及新莊等地區農田灌溉之用。在2004年艾利颱風侵襲時遭到沖毀，並未修復而廢棄，曾計畫於2013年拆除。但是到目前為止尚未拆除。

## 沿革
後村堰於1978年由於台灣省自來水公司及桃園農田水利會為了樹林鎮柑園地區特定農業區灌溉水的問題，在大漢溪開闢興建後村堰，後來集水區擴大，附近約有13公頃的私有農地遭淹沒。1994年，樹林鎮公所開始在後村堰水域舉辦龍舟賽。除此之外，由於後村堰水域廣大，豐水期的滿水位面積更可達90公頃左右，不少民眾到此玩風浪板（風帆）、充氣獨木舟，甚至在夏天飆水上摩托車、汽艇等水上活動。

## 設施

### 水庫
- 集水區面積：882.5 平方公里[7]
- 總容量：134.7 萬立方公尺
- 有效容量：58.8 萬立方公尺

### 主要構造物
- 攔河堰：[7]
  - 型式：浮式混凝土堰 + 混凝土心牆堆石壩
  - 沖刷道固定輪閘門：1門，寬15.0公尺，高1.7公尺
  - 堰高：3.0公尺
  - 堰長：混凝土堰282.7公尺，堆石堰：273.6公尺
- 取水口： 
  - 滑動閘門：1門，寬15.0公尺，高 1.2 公尺
  - 設計取水量：3,946 cms

### 輸水渠道
- 在距離取水口下游1,100公尺處(在山佳車站西南方430公尺)誇仙橋下，

有一處桃園農田水利會設置的分汴頭，分為兩條圳道，
一為十二股圳的取水口，另一為後村圳，
其下游流過佳園路之後，
與鹿角溪匯流，此水道之間埋設一條寬約一公尺的暗管，
暗管入口在後村圳與十二股圳分汴之後，
而此攔河堰自入水口引入的大漢溪水是否灌溉後村圳下游的農田，
令人存疑，原因在於，自樹林博愛街的地下是後村圳的主要幹線，
但此段幹線在民國70年左右即已無大漢溪水流入，早已成為污水及雨水下水道。

## 堰體毀損
1986年即已發現後村堰的壩體有表面沈陷、河床沖刷嚴重的現象。2004年艾利颱風侵襲北台灣，造成後村堰攔砂壩和附近堤防被大水沖毀。艾利風災後，水利署第十河川局於2005年初耗資新台幣3000多萬元築堤修復，但不到半年又因為馬莎颱風的洪水造成後村堰再度崩坍。原本台灣自來水公司與河川局打算花費新臺幣1億5000萬元修復，但由於附近居民抗議自來水公司興建之初占用私有地做攔砂壩卻不發補償金，並且由於艾利颱風侵襲後造成後村堰與附近大漢溪右岸堤防1200公尺崩塌，無法再提供集水功能，附近居民也紛紛棄農轉工，使後村堰原本灌溉的功能盡失，因此經濟部水利署及台灣自來水公司與地方民意代表達成共識，於2011年解除後村堰附近的樹林西園里自來水保護區之開發限制，並承諾將計劃拆除後村堰。
2015年10月，新北市政府規劃利用後村堰一部份殘留壩體改建做為極限運動園區，預定於2016年啟用。